# بيتر أدولفوس ماكنتاير
بيتر أدولفوس ماكنتاير هو سياسي كندي، ولد في 19 يوليو 1840 في Peterville, Prince Edward Island ‏ في كندا، وتوفي في 16 يوليو 1910 في سوري ‏ في كندا. نشط حزبياً في الحزب الليبرالي الكندي. وقد انتخب Lieutenant Governor of Prince Edward Island ‏ (1899 – 1904) وانتخب عضو مجلس العموم الكندي.